# Autoroute 15 (Québec)
L’autoroute 15 (A-15) est une autoroute du Québec. Elle commence à la frontière américaine à Saint-Bernard-de-Lacolle comme le prolongement de l'I-87  et se termine à Sainte-Agathe-des-Monts sur la Route 117. Elle a une longueur de 163 km, dont 4 km partagés avec l'A-40 (Autoroute métropolitaine) sur l'Île de Montréal. La portion au nord de l'A-40 fait partie de la route Transcanadienne,. Elle est accompagnée de deux routes pour la majorité de son tracé. D'abord, en Montérégie, la route 217 lui est parallèle tandis que la route 117, suit la portion Autoroute des Laurentides. Ces deux routes peuvent aussi servir d'alternative lors de fermeture importante.

## Description
L'A-15 se divise en trois sections:
- A-15 entre la frontière américaine et l'échangeur Turcot ;
- Autoroute Décarie entre l'échangeur Turcot et l'A-40 ;
- Autoroute des Laurentides au nord de l'A-40.

Elle a une longueur total de 163 km, la distance entre ses deux extrémités est de 134 km, soit environ 117 km nord-sud et 65 km est-ouest. L'autoroute 15 fait partie du réseau routier national du Canada à titre de route principale.

### Autoroute 15 - Montréal / Montérégie

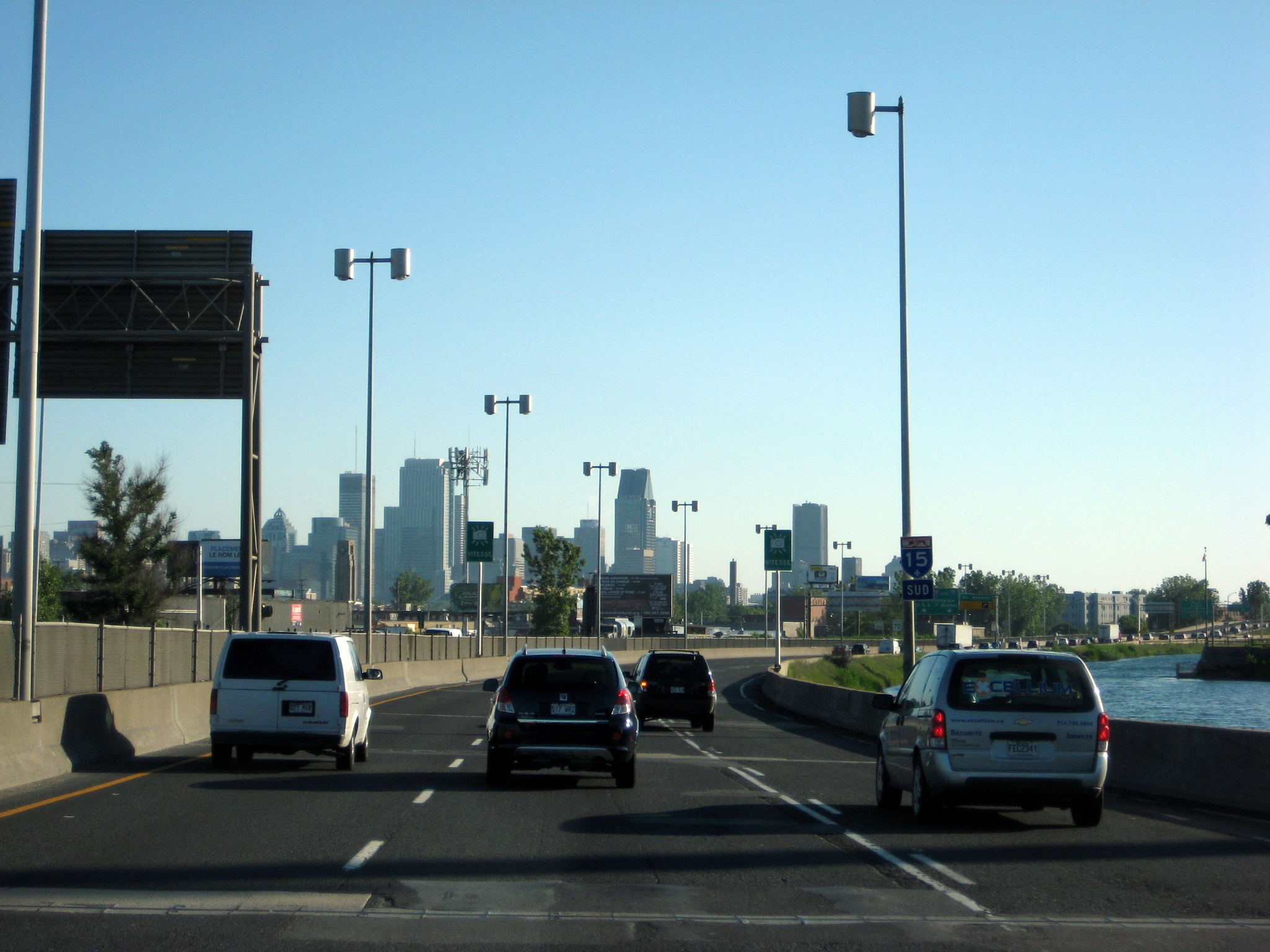
Autoroute 15/20 direction sud, kilomètre 62

La section sud de l'A-15, relie l'État de New York et les banlieues sud à Montréal. Elle est le principal corridor commercial entre New York et la métropole québécoise. L'A-15 est connectée à l'I-87 au sud de la frontière à l'ouest du Lac Champlain, dans la municipalité de Champlain, laquelle permet de relier Plattsburgh, le Parc Adirondack, Albany et la ville de New York. Le poste frontalier de Saint-Bernard-de-Lacolle est d'ailleurs le plus important poste frontalier au Québec et le plus achalandé. Ce poste frontalier et son équivalent américain, le poste frontalier de Champlain, forment le sixième plus important point de passage pour les véhicules commerciaux le long de la frontière internationale canado-américaine. En 2006, 735 000 véhicules commerciaux y ont transigé, 398 000 vers les États-Unis et 337 000 vers le Canada, soit environ 2 000 véhicules par jour.
Tout de suite au nord du poste frontalier, une intersection avec arrêts dans les quatre directions est présente malgré le fait que la 15 y soit désignée comme une autoroute. C'est le seul panneau d'arrêt sur une autoroute québécoise. Au kilomètre 1, elle croise le chemin Guay, puis elle continue sur une ligne droite vers le nord sur une distance de cinq kilomètres. Durant ces cinq kilomètres, elle remonte la vallée du lac Champlain et du Haut-Richelieu. En direction nord, une halte routière ainsi qu'un centre d'information touristique du Québec se trouvent le long de l'autoroute, tandis qu'en direction sud, plusieurs panneaux annoncent l'approche des douanes américaines, dont un à signalisation variable installé au-dessus des voies à la hauteur du kilomètre 4,4. De plus, à la hauteur des kilomètres 2,5 et 0,8, des bandes rugueuses sont installées horizontalement sur la surface de l'autoroute pour prévenir l'approche des douanes.
Au kilomètre 6, elle croise la route 202 vers Lacolle et Hemmingford. Elle courbe légèrement vers le nord-nord-ouest pour deux kilomètres, puis revient vers le nord. Elle passe au-dessus de la rivière l'Acadie. Au kilomètre 11, elle possède un échangeur complet avec la montée Henrysburg. Elle redescend par la suite jusqu'au kilomètre 13, tandis qu'en direction sud, une sortie est présente pour la montée Murray. Elle parcourt ensuite huit kilomètres sans sorties dans les deux directions, jusqu'au kilomètre 21. Elle y croise les routes 219 et 221 vers Saint-Patrice-de-Sherrington, Napierville et Saint-Jean-sur-Richelieu. Par la suite, l'autoroute traverse un territoire plus forestier jusqu'au kilomètre 29, en possédant 2 grandes courbes entre les kilomètres 21 et 23. De plus, au kilomètre 26, elle passe au-dessus d'une voie ferrée. Au kilomètre 29, elle possède un échangeur vers Saint-Édouard et Saint-Jacques-le-Mineur, puis courbe vers le nord-ouest pour neuf kilomètres en traversant un territoire uniquement agricole, alors qu'elle approche du fleuve Saint-Laurent. En direction nord par temps clair, le mont Royal ainsi que les gratte-ciels de Montréal sont perceptibles. Au kilomètre 38, elle croise la montée Monette sur un échangeur vers Saint-Mathieu et Saint-Philippe, puis elle passe à l'est de l'usine de béton LafargeHolcim de Saint-Constant, dominée par deux hautes cheminées rouges.
Elle entre au kilomètre 40 dans le territoire de Candiac, et ainsi donc dans la région urbanisée concentrée de Montréal. Elle croise l'A-30 (kilomètre 55) et l'A-930 ainsi que la route 132 dans une série de bretelles, alors qu'un réseau de voies de services collectrices est en place, pour également la relier au boulevard de Sardaigne à Candiac dans les prochaines années. Elle devient officiellement l'autoroute René-Lévesque au kilomètre 42. Sa section la plus achalandée est celle entre l'A-30 et la montée Monette avec un débit journalier moyen annuel (DJMA) de 32 000 véhicules en 2018.

#### Autoroute René-Lévesque

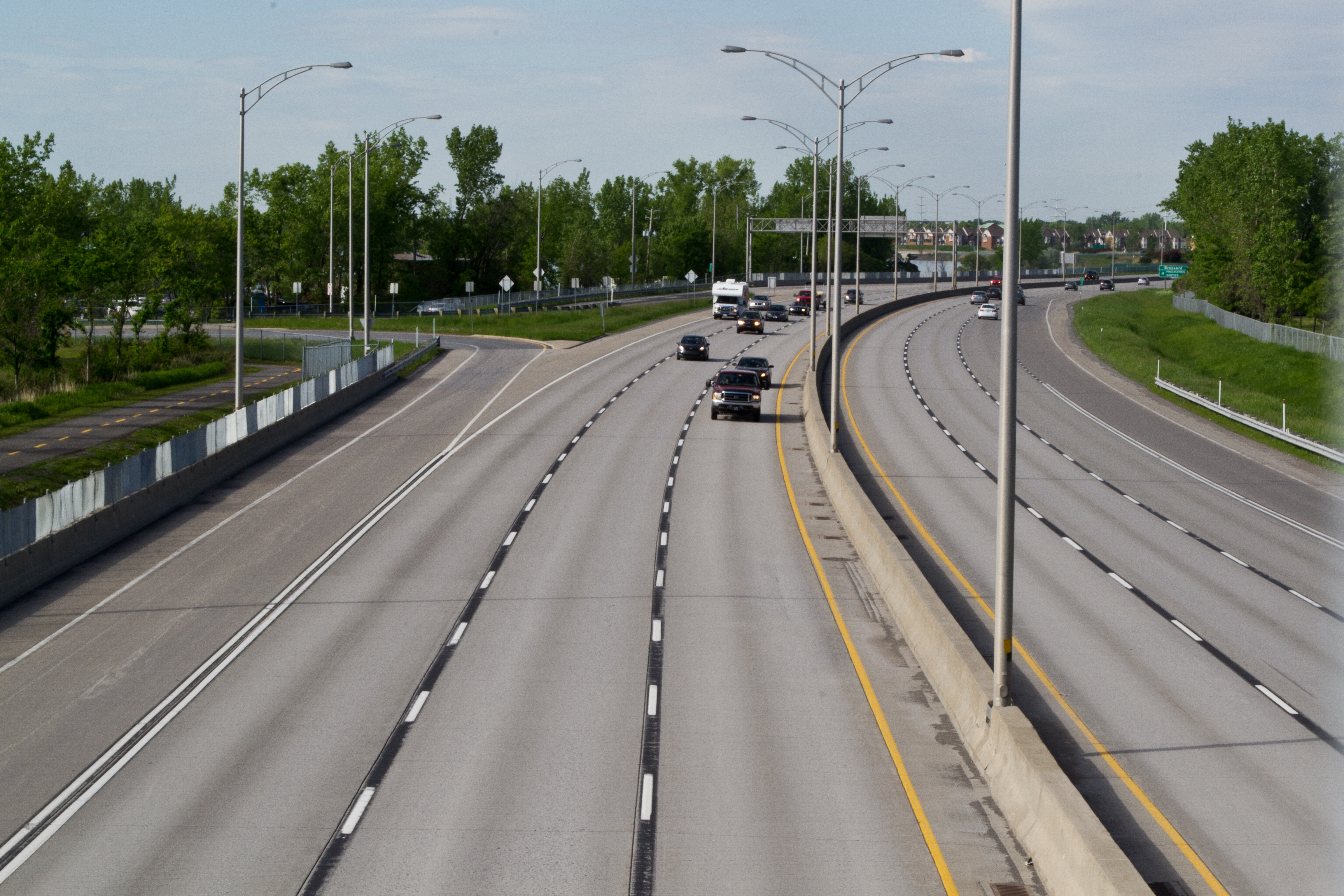
Un segment de l'autoroute René-Lévesque à La Prairie, sur la rive sud de Montréal, à la hauteur du kilomètre et de la sortie 47 (Rue Saint-Henri). Cette section, comprenant 6 voies au total, est en chevauchement avec la route 132. Avec l'autoroute 30, elle forme le principal axe nord-sud de la rive sud et est également la principale autoroute entre Montréal et les États-Unis dans cette section, vers New York.

À Candiac, l'A-15 croise l'A-30 et la route 132. Elle forme un multiplex avec cette dernière sur 11 kilomètres, jusqu'au pont Samuel-De Champlain. Entre la rivière Saint-Jacques (kilomètre 48) et le pont Samuel-De Champlain, le boulevard Marie-Victorin agit à titre de voie de service de l'A-15. À Brossard, elle rejoint l'A-10 et l'A-20 avant d'emprunter le Pont Samuel-De Champlain pour traverser le fleuve Saint-Laurent. L'A-10 se sépare immédiatement après le pont, alors que le multiplex A-15 / A-20 bifurque vers l'ouest en longeant le canal Lachine en direction de l'échangeur Turcot et de la route 136 (ancienne A-720). À cette jonction, l'A-20 se dirige vers l'ouest, alors que l'A-15 poursuit vers le nord sous l'appellation d'Autoroute Décarie,,.
Le 5 décembre 2013, la Commission de toponymie du Québec a officialisé le nom Autoroute René-Lévesque pour l'axe autoroutier parallèle au fleuve Saint-Laurent entre Candiac et Longueuil soit les kilomètres 42 à 53 de l'A-15 et les kilomètres 75 à 89 de l'A-20.
Le pont Samuel-De Champlain et une section de l'A-15 / A-20 au nord de ce dernier n'appartiennent pas au Ministère des Transports du Québec, mais à la société des Ponts Jacques Cartier et Champlain Incorporée, filiale de la Société des ponts fédéraux limitée, appartenant au gouvernement canadien. Pour cette raison, la signalisation est bilingue sur cette section de l'autoroute, alors qu'en général au Québec, la signalisation est unilingue française.

### Autoroute Décarie

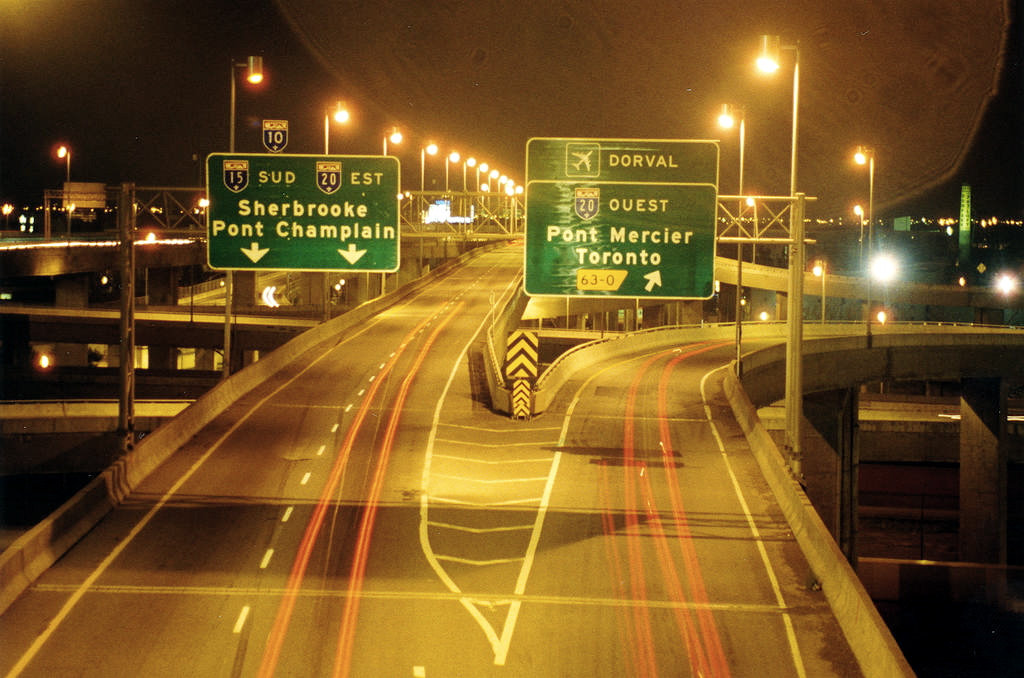
Autoroute 15 à Montréal, en direction sud faisant face à l'échangeur Turcot, jonction avec l'Autoroute 20 et la route 136 (ancienne Autoroute 720), sortie 63.

L'A-15 continue au nord de l'échangeur Turcot comme Autoroute Décarie, parallèlement au boulevard Décarie (d'où le nom) jusqu'à l'A-40. Cette section traverse le cœur du quartier Notre-Dame-de-Grâce et est construite majoritairement en tranchée. Elle possède au minimum trois voies dans chaque direction sur toute sa longueur. Elle est une des plus importantes artères du réseau montréalais et le principal axe routier nord-sud de la métropole. Elle est d'ailleurs l'autoroute la plus achalandée du Québec, avec un débit journalier moyen annuel (DJMA) de 186 000 véhicules (2016) dans sa section la plus achalandée, aux environs du kilomètre 69, tout juste avant la jonction avec l'A-40.
Au niveau de la rue Saint-Jacques, à l'approche de l'échangeur Turcot et de la jonction avec l'A-20 et la route 136 (ancienne A-720), l'autoroute passe d'une autoroute en tranchée à une autoroute surélevée de plusieurs dizaines de mètres. À cet endroit, plusieurs viaducs imposants se superposent et se chevauchent, ce qui a donné l'idée à un opérateur de la cour de triage Turcot du CN de surnommer la structure « la jonction Spaghetti ». D'importants travaux ont eu lieu les dernières années pour reconfigurer l'échangeur Turcot.
Entre la rue Saint-Jacques et la rue Notre-Dame, la rue Addington et l'avenue Prud'Homme font office de voies de service dans les directions sud et nord respectivement. Entre les rues Notre-Dame-de-Grâce et Monkland, l'autoroute est complètement enfouie sous terre et bifurque légèrement vers l'est. Un jardin municipal, un terrain de jeu, ainsi que la cour d'un presbytère sont situés au-dessus de l'autoroute. Du chemin de la Côte-St-Luc, jusqu'à l'autoroute métropolitaine le boulevard Décarie fait office de voies de service de part et d'autre de l'autoroute. Au-delà de l'autoroute métropolitaine, l'autoroute Décarie, devient la route 117 sous le nom du Boulevard Marcel-Laurin,.
Sur la majorité de son tracé, l'autoroute Décarie est longée à l'est par la branche ouest de la ligne orange du métro de Montréal.

### Autoroute des Laurentides

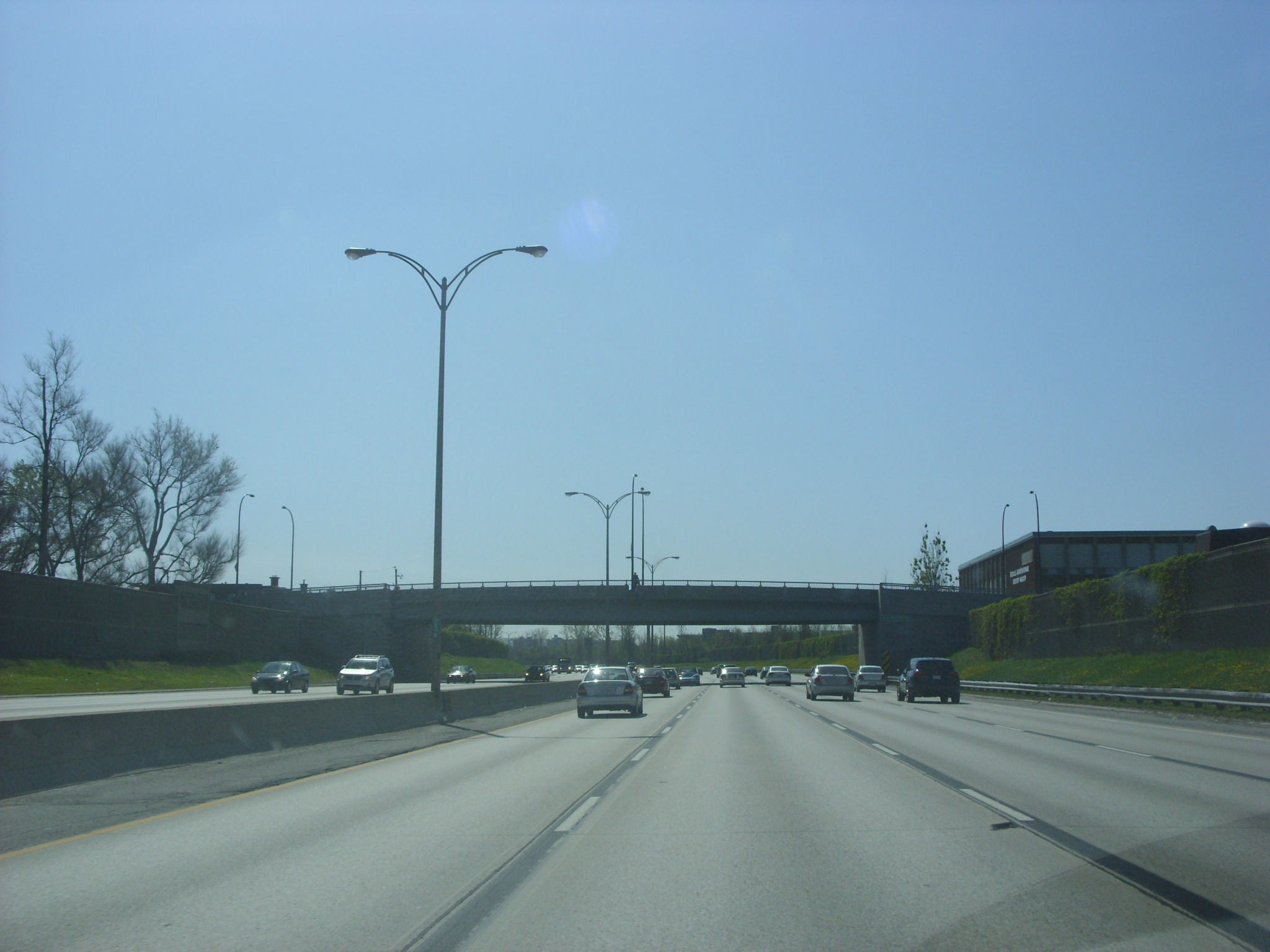
Autoroute des Laurentides à Montréal, en direction sud.

La troisième section de l'A-15, l'autoroute des Laurentides, commence à Montréal, sur la Métropolitaine, et se dirige vers le nord, traversant Laval et les Laurentides, en direction de l'Abitibi-Témiscamingue. Elle fait partie de la route Transcanadienne et elle est le principal lien routier entre la métropole québécoise et les Laurentides, région touristique très prisée. Elle est également la principale route pour accéder de Montréal à l'aéroport Mirabel. La numérotation des sorties commence à 1, en raison du fait que les « deux 15 » étaient, à l'origine, deux routes différentes.
Au kilomètre 5, elle traverse la rivière des Prairies pour accéder à l'Île Jésus. Entre ce point, et la jonction avec l'A-440 au kilomètre 10, l'A-15 possède un système de voie de service. Au kilomètre 17, elle quitte l'Île Jésus en traversant la rivière des Mille Îles. Elle croise par la suite l'A-640 et l'A-50 au kilomètre 21 et 35 respectivement. Les 45 premiers kilomètres de l'autoroute, entre Montréal et Saint-Jérôme, possèdent entre 3 et 4 voies dans chaque direction. Aux environs du kilomètre 50 jusqu'à son extrémité nord, au kilomètre 89, à Sainte-Agathe-des-Monts, elle traverse le plateau laurentien. L'autoroute zigzague entre les différents monts, ce qui en fait une autoroute relativement sinueuse. Plusieurs centres de ski sont visibles de l'autoroute.
L'autoroute des Laurentides se termine sur la route 117. Cette dernière continue sur près de 55 km jusqu'au nord de Labelle en étant une route à quatre voies à chaussées séparées (voie rapide), mais sans être à accès limités, elle ne porte donc pas le titre d'autoroute. Une petite section de ce tronçon, à la hauteur de Mont-Tremblant ainsi que les voies de contournement de Labelle et de Rivière-Rouge, possèdent les caractéristiques d'une autoroute, les sorties étant numérotées à la suite de celles de la 15,. La section la plus achalandée de l'autoroute des Laurentides est à la hauteur du boulevard Henri-Bourassa Ouest avec un débit journalier moyen annuel (DJMA) de 196 000 véhicules en 2018.

## Historique
L'autoroute 15 fut la première autoroute québécoise à être mise en service en 1958. Neuf ans plus tard, en 1967, elle faisait déjà plus de 140 kilomètres de long. Les vingt derniers kilomètres furent inaugurés en 1974.

### Autoroute 15 - Montérégie

Avant la construction de l'A-15, Montréal était reliée à la frontière américaine par la route 9, la continuité de la US 9. En 1957, le sénat de l'État de New York autorise la construction de l'I-87 entre Albany et la frontière, ce qui fit commencer la planification d'une autoroute entre le futur pont Champlain et la frontière pour se connecter à la future autoroute américaine.
Au début des années 1960, avant même l'ouverture du pont Champlain, il était évident que les approches sud de ce nouveau pont étaient inadéquates. Ceux-ci étaient la route de campagne 3, le long du rivage du Saint-Laurent (l'actuelle route 132), et la route 9 (l'actuelle route 134) à 2,5 kilomètres dans les terres. Le gouvernement du Québec élabore deux projets autoroutiers pour améliorer l'accès au pont : l'autoroute des Cantons de l'Est vers Sherbrooke et la transformation de la route 3 (l'actuelle route 132) en autoroute sur 22 kilomètres, de Candiac à Longueuil, sur la rive-sud du fleuve Saint-Laurent. Cette autoroute, très contestée, allait ainsi relier les différents ponts menant sur l'Île de Montréal,. La portion sud de cette autoroute allait éventuellement devenir les kilomètres 45 à 53 de l'A-15, et la portion nord allait devenir les kilomètres 75 à 89 de l'A-20. Au sud de Candiac, pour relier la future «autoroute 3» à la nouvelle I-87, il fut décidé de transformer la route 9 en autoroute,.
À l'automne 1962, Montréal fut désignée pour présenter l'Exposition universelle de 1967 dans le cadre du centenaire de la confédération canadienne. Le réseau routier désuet de Montréal et du Québec devait donc être amélioré. Dans cette optique, les travaux de transformation des routes 3 et 9 en autoroute commencent en 1963. Cette nouvelle autoroute permettrait, entre autres, de faciliter l'accès à Montréal depuis les États-Unis,.
Le 3 décembre 1965, la nouvelle route 3, construite au coût de 15 millions de dollars, fut mise en service entre Candiac et la Ville de Jacques-Cartier (dans l'actuelle Ville de Longueuil), et comptait trois voies dans chaque direction.
La transformation de la route 9 s'échelonne sur 3 ans au coût de 13 millions de dollars. Le 17 décembre 1966, les kilomètres 1 à 45 de l'A-15 sont mis en service. Du même coup, ce tronçon de la route 9 est renommé autoroute 15 pour se conformer au nouveau schéma de numérotation des routes du Québec. Au nord du kilomètre 45, l'ancienne route 9 est devenue la route 134, mieux connue sous le nom de boulevard Taschereau.
À la hauteur du kilomètre 47, l'A-15 avait été construite de façon à permettre la construction d'un échangeur au sud de la rivière Saint-Jacques qui aurait relié la 15 à l'A-6 en direction de Saint-Jean-sur-Richelieu, parallèlement à la route 104. Ce projet étant vraisemblablement abandonné, le tracé de l'autoroute est modifié en 2005 pour permettre la création de parc de la Marina, rendant difficilement réalisable la construction d'un échangeur autoroutier à cet endroit.

### Autoroute 15 - Montréal
Cette section d'autoroute de 10 kilomètres est celle qui forme un multiplex avec l'A-20, soit entre le Pont Samuel-De Champlain et l'échangeur Turcot. L'histoire de ce tronçon est intimement lié avec celle du pont Champlain.
L'annonce de la construction d'un pont payant entre Montréal et la rive-sud se fit en 1955. Le Conseil des ports nationaux, un organisme du gouvernement canadien, fut mandaté pour réaliser le projet. Sept ans plus tard, soit le 28 juin 1962, le pont Champlain fut mis en service. Le poste de péage était situé sur l'Île des Sœurs, aux environs de la sortie 58 actuelle. Il y avait une seule voie d'accès depuis la rive nord, soit la rue Wellington. Le 7 décembre 1964, deux nouvelles approches au pont furent officiellement mise en service, le tunnel Atwater et le Boulevard de la Vérendrye, ce qui portait la longueur de ce tronçon d'autoroute à 9 kilomètres, de la sortie 53 actuelle à la sortie 62,,,. L'abolition du poste de péage s'effectua le 4 juin 1990. La section de l'autoroute qui a été construite par le gouvernement fédéral, et dont il est toujours propriétaire, par l'entremise de la société des Ponts Jacques Cartier et Champlain Incorporée, se termine au kilomètre 62,1; c'est à partir de là, vers le nord, que l'autoroute passe sous la responsabilité du Ministère des Transports du Québec (MTQ).
Le dernier kilomètre de ce tronçon d'autoroute fut ouvert en 1967, lors de l'ouverture de l'échangeur Turcot et de l'autoroute Décarie, ce qui finalisa les approches au pont.

### Autoroute Décarie
La planification de l'autoroute Décarie est intimement liée au projet de la route transcanadienne. Au début des années 1960, il était prévu que la route transcanadienne passe au centre-ville de Montréal pour rejoindre le futur pont-tunnel Louis-Hippolyte-Lafontaine. Elle devait en fait emprunter le corridor de l'actuelle route 136 (ancienne A-720) et sa section inachevée. Pour ce faire, une autoroute nord-sud devait être construite entre le nouveau boulevard métropolitain et la route 2 (l'actuelle A-20). Deux corridors furent envisagés, le boulevard Cavendish, ou le boulevard Décarie. Ce dernier fut finalement sélectionné étant l'option la moins onéreuse. Le projet, comme plusieurs grands projets autoroutiers de l'époque, était grandement motivé par la présentation de l'Exposition universelle de 1967 à Montréal,,,,.
Du chemin de la Côte-St-Luc (kilomètre 66) à la Métropolitaine, l'autoroute Décarie fut construite dans l'emprise du boulevard Décarie de l'époque et sur des terrains libérés par l'abolition du système de tramway en 1959. Ces terrains avaient été cédés à la ville de Montréal à la condition que celui-ci serve uniquement à l'implantation de lignes de tramway. À la suite de ce changement de vocation, les donateurs du terrain ont poursuivi la ville de Montréal, mais ils ont perdu.
Au sud du chemin de la Côte-St-Luc, il fut décidé de ne pas utiliser l'emprise du boulevard Décarie mais de construire l'autoroute légèrement à l'ouest de celui-ci. Cette option fut retenue parce que le coût d'acquisition des terrains était inférieur, et il était alors plus facile de construire des voies de service. Cette décision permet également d'éviter la destruction d'une église du quartier, et l'autoroute dévie donc légèrement vers l'ouest à la hauteur de la rue Monkland. Cette décision entraîne l'expropriation et la démolition de plusieurs maisons et sépare en deux le quartier Notre-Dame-de-Grâces.
Le boulevard Décarie fut mis en service le 25 avril 1967, deux jours avant l'ouverture d'Expo 67. Deux voies par direction étaient disponibles, avec un pavé temporaire. Les troisièmes voies n'ont pas été pavées pour assurer une ouverture ponctuelle de l'autoroute pour Expo 67. Durant les six mois d'Expo 67, l'autoroute Décarie devient l'autoroute à 4 voies la plus achalandée du monde. Un achalandage record de 104 782 véhicules en 24 heures fut enregistré le mercredi 5 juillet 1967. L'ancien record, établi en 1961 était de 66 000 véhicules sur la Eastshore Freeway à Oakland en Californie. Le pavage temporaire de l'autoroute est remplacé en 1968, lorsque les troisièmes voies sont ouvertes à la circulation.

### Autoroute des Laurentides

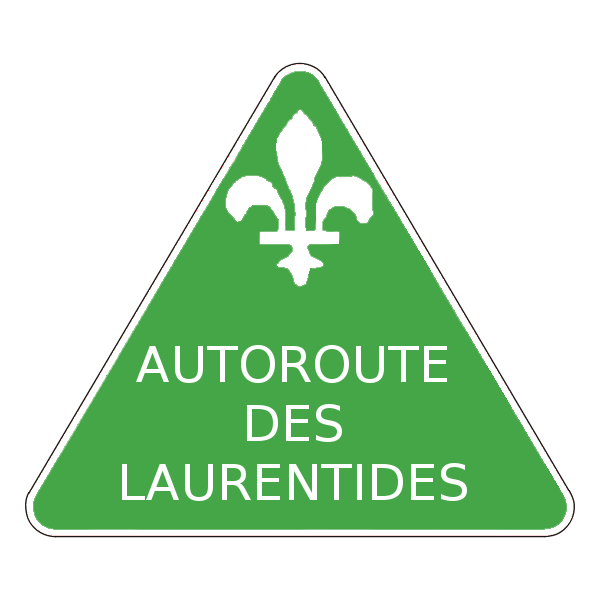
Ancien écusson de l'Autoroute des Laurentides.

Les Laurentides sont depuis longtemps une région touristique très prisée et une destination plein-air de choix pour les Montréalais. Les liens routiers entre Montréal et les Laurentides sont donc importants et achalandés, surtout les fins de semaine.
Au début des années 1950, la route 11 (actuelle 117) était la principale route entre la métropole québécoise et les Laurentides. Cette route était inadéquate pour l'important volume de trafic qui y transitait, jusqu'à 25 000 véhicules par jour les dimanches d'été. En août 1953, la chambre de commerce des Laurentides recommanda au premier ministre Maurice Duplessis la construction d'une autoroute entre Montréal et Saint-Jérôme pour résoudre les importantes congestions le long de la route 11 et pour permettre le développement économique et touristique de la région. À cette époque, il n'y avait pas encore d'autoroutes au Québec, alors que l'Ontario et les États-Unis développaient leur réseau rapidement. En octobre 1954, le premier ministre Duplessis annonça que la construction d'une nouvelle route des Laurentides était à l'étude. Il affirma que cette éventuelle autoroute allait être à péage, en raison de son coût élevé, estimé à 40 millions de dollars. L'expérience américaine dans le domaine démontrait que cette nouvelle route avait les caractéristiques pour être à péage,.
En mai 1956, le gouvernement annonce officiellement la construction d'une autoroute de 47 kilomètres de long entre Montréal et Saint-Jérôme, incluant la construction de deux nouveaux ponts enjambant, respectivement, la rivière des Prairies et la rivière des Mille Îles. Le 21 février 1957, la Loi autorisant la construction d'une autoroute Montréal-Laurentides est sanctionnée et l'Office de l'autoroute Montréal-Laurentides est constitué pour construire et entretenir l'autoroute.
Les travaux commencent à l'été 1957, principalement dans la section sud du tracé. En 1958, la ville de Montréal demande au gouvernement du Québec de payer pour la construction de la jonction entre l'autoroute des Laurentides et le boulevard Métropolitain, alors également en construction.
Une première section de l'autoroute des Laurentides fut ouverte à la circulation en novembre 1958 et devient ainsi la première autoroute québécoise. Ce tronçon s'étendait sur 16 kilomètres, entre le boulevard Crémazie à Montréal et la route 11a (boulevard Sainte-Rose) à Sainte-Rose. La section de 31 kilomètres, entre Sainte-Rose et Saint-Jérôme, est mise en service à son tour neuf mois plus tard, en août 1959. Il en coûte 75 cents pour faire les 47 kilomètres de la nouvelle autoroute, soit 25 cents à chacun des trois postes de péage : à Laval (kilomètre 7), à Boisbriand (kilomètre 19) et à Mirabel (kilomètre 38).
Le coût de la construction de l'autoroute dépasse largement l'estimation de 40 millions, surtout cause de la décision de construire l'autoroute avec six voies sur l'ensemble des 47 kilomètres. Les plans initiaux n'avaient six voies qu'entre Montréal et Sainte-Rose et se contentaient de quatre voies pour le reste de l'autoroute,,,.
L'autoroute passe sous la responsabilité de l'Office des autoroutes du Québec le 25 mai 1961 lorsque l'Office de l'autoroute Montréal-Laurentides est dissout.
À la suite de la construction de l'autoroute, la congestion était résolue à Montréal, Laval et Saint-Jérôme, mais l'accès aux Laurentides est encore problématique. La congestion se déplace vers le nord, à l'extrémité de l'autoroute. Pour régler ce nouveau problème, on envisage d'ajouter une troisième voie dans chaque direction sur la route 11 (l'actuelle route 117). En 1962, le gouvernement opte finalement pour un prolongement de l'autoroute des Laurentides de 24 kilomètres, jusqu'à Sainte-Adèle. Le coût de construction de cette nouvelle route à deux voies dans chaque direction s'évalue à 20 millions de dollars. Le projet inclut l'ajout d'un nouveau poste de péage à Prévost,,. Un premier tronçon de 15 kilomètres est mis en service à la fin décembre 1963, de Saint-Jérôme à Saint-Sauveur. Les derniers 9 kilomètres ouvrent à la circulation l'année suivante en 1964.
La construction des 20 kilomètres restants, entre Sainte-Adèle et Sainte-Agathe-des-Monts, commence au début des années 1970 mais, contrairement aux prolongements précédents, la gestion du projet est assurée directement par le ministère des Transports, et non confiée à l'Office des autoroutes. Ce tronçon est mis en service en 1974.
Le système de péage est aboli en 1985.

## Liste des sorties
Les numéros des sorties recommencent à zéro au terminus nord du multiplex avec l'A-40. Les numéros de sortie durant le terminus avec l'A-40 sont ceux de cette dernière.
| MRC                                                             | Municipalité                 | km          | Sortie                                                                                       | Destinations | Notes |
| --------------------------------------------------------------- | ---------------------------- | ----------- | -------------------------------------------------------------------------------------------- | --- | --- |
| Les Jardins-de-Napierville                                      | Saint-Bernard-de-Lacolle     | 0,00        | —                                                                                            | I-87 sud vers US 9 sud – Albany, New York                                                                             | Continue dans l'État de New York |
| Les Jardins-de-Napierville                                      | Saint-Bernard-de-Lacolle     | 0,00        | Frontière canado-américaine au poste frontalier de Saint-Bernard-de-Lacolle                  | | |
| Les Jardins-de-Napierville                                      | Saint-Bernard-de-Lacolle     | 1,08        | 1                                                                                            | Montée Glass / Montée Guay                                                                                            | |
| Les Jardins-de-Napierville                                      | Saint-Bernard-de-Lacolle     | 3,73        | Aire de service des Jardins-de-Napierville (direction nord)                                  | Aire de service des Jardins-de-Napierville (direction nord)                                                           | Aire de service des Jardins-de-Napierville (direction nord) |
| Les Jardins-de-Napierville                                      | Saint-Bernard-de-Lacolle     | 6,50        | 6                                                                                            | R-202 – Hemmingford, Saint-Bernard-de-Lacolle, Lacolle                                                                | |
| Les Jardins-de-Napierville                                      | Saint-Bernard-de-Lacolle     | 11,05       | 11                                                                                           | Montée Henrysburg | |
| Les Jardins-de-Napierville                                      | Saint-Bernard-de-Lacolle     | 13,11       | 13                                                                                           | Montée Murray | Sortie direction sud seulement |
| Les Jardins-de-Napierville                                      | Saint-Patrice-de-Sherrington | 20,91       | 21                                                                                           | R-219 / R-221 – Napierville, Saint-Patrice-de-Sherrington                                                             | Dessert aussi la R-217 |
| Roussillon                                                      | Saint-Édouard                | 29,83       | 29                                                                                           | Saint-Édouard, Saint-Jacques-le-Mineur                                                                                | Via Montée du Moulin |
| Roussillon                                                      | Saint-Mathieu                | 38,14       | 38                                                                                           | Saint-Mathieu, Saint-Philippe                                                                                         | Via Montée Monette |
| Roussillon                                                      | Candiac                      | 40,73       | 40                                                                                           | A-30 ouest (Autoroute de l'Acier) – Pont Honoré-Mercier, Vaudreuil-Dorion                                             | Sortie 55 de l'A-30 |
| Roussillon                                                      | Candiac                      | 42,92       | 42                                                                                           | A-930 est vers A-30 est / R-132 ouest – Pont Honoré-Mercier, Vaudreuil-Dorion                                         | Terminus sud du multiplex avec la R‑132 |
| Roussillon                                                      | Candiac                      | 45,08       | 44                                                                                           | Boulevard Montcalm – Candiac                                                                                          | |
| Roussillon                                                      | Candiac                      | 45,28       | 45                                                                                           | R-134 (Boulevard Taschereau) – La Prairie                                                                             | Sortie direction nord, entrée direction sud; terminus sud de la R-134 |
| Roussillon                                                      | La Prairie                   | 45,73       | 46                                                                                           | Boulevard Salaberry – La Prairie                                                                                      | |
| Roussillon                                                      | La Prairie                   | 47,95       | 47                                                                                           | Rue Saint-Henri – La Prairie                                                                                          | Sortie et entrée direction nord seulement |
| Roussillon                                                      | La Prairie                   | 48,61       | 49                                                                                           | Rue du Quai | Sortie et entrée direction sud seulement |
| Longueuil                                                       | Brossard                     | 49,83       | 50                                                                                           | Boulevard Matte / Boulevard Rivard                                                                                    | Boulevard Rivard indiqué en direction sud seulement |
| Longueuil                                                       | Brossard                     | 50,71       | 51                                                                                           | Boulevard Rivard / Rue Riviera                                                                                        | Boulevard Rivard indiqué en direction nord, rue Riviera indiqué en direction sud |
| Longueuil                                                       | Brossard                     | 51,71       | 52                                                                                           | Boulevard de Rome | Pas de sortie en direction sud |
| Longueuil                                                       | Brossard                     | 52,91–54,06 | 53                                                                                           | A-10 est (Autoroute des Cantons-de-l'Est) vers A-30 / I-89 – Sherbrooke, Vermont                                      | Terminus nord du multiplex avec la R‑132; terminus sud du multiplex avec l'A-10 / A-20; indiqué sortie 53 en direction nord et sortie 6 en direction sud; sortie 6 de l'A-10; sortie 75 de l'A‑20 |
| Longueuil                                                       | Brossard                     | 52,91–54,06 | 6                                                                                            | A-20 est (Autoroute René-Lévesque) / R‑132 est – Longueuil, Varennes                                                  | Terminus nord du multiplex avec la R‑132; terminus sud du multiplex avec l'A-10 / A-20; indiqué sortie 53 en direction nord et sortie 6 en direction sud; sortie 6 de l'A-10; sortie 75 de l'A‑20 |
| Fleuve Saint-Laurent                                            | Fleuve Saint-Laurent         | 54,74–57,62 | Pont Samuel-De Champlain                                                                     | Pont Samuel-De Champlain                                                                                              | Pont Samuel-De Champlain |
| Montréal                                                        | Montréal                     | 57,90       | 57                                                                                           | Boulevard de l'Île des Sœurs / Chemin de la Pointe Nord                                                               | Sortie direction sud, entrée direction nord; indiqué sortie 57S (Île des Sœurs) et 57N (Chemin de la Pointe Nord)                                                                                 |
| Montréal                                                        | Montréal                     | 58,41       | 58                                                                                           | A-10 ouest – Montréal (Centre-ville) / Île des Sœurs                                                                  | Terminus nord du multiplex avec l'A-10; sortie direction nord, entrée direction sud; sortie 5 de l'A-10                                                                                           |
| Montréal                                                        | Montréal                     | 60,15       | 60                                                                                           | Boulevard Gaétan-Laberge, Rue Wellington – Montreal (Centre-ville)                                                    | Montréal (Centre-ville) indiqué en direction sud seulement |
| Montréal                                                        | Montréal                     | 60,76       | 61                                                                                           | Rue Saint-Patrick / Avenue Atwater                                                                                    | |
| Montréal                                                        | Montréal                     | 62,00       | 62                                                                                           | Boulevard de La Vérendrye / Avenue de l'Église                                                                        | |
| Montréal                                                        | Montréal                     | 63,58       | 63                                                                                           | A-20 ouest (Autoroute du Souvenir) / R‑136 est (Autoroute Ville-Marie) – Centre-ville, Aéroport P.E. Trudeau, Toronto | Terminus nord du multiplex avec l'A-20; indiqué sortie 63E (est) et 63O (ouest) en direction sud; sortie 68 de l'A-20; sortie 1 de la R-136; échangeur Turcot                                     |
| Montréal                                                        | Montréal                     | 63,58       | Terminus sud de l'Autoroute Décarie                                                          | | |
| Montréal                                                        | Montréal                     | 64,27       | 64                                                                                           | R-138 (Rue Sherbrooke) / Rue Saint-Jacques                                                                            | |
| Montréal                                                        | Montréal                     | 65,38       | 66                                                                                           | Chemin de la Côte-Saint-Luc / Chemin Queen-Mary / Chemin de la Côte-Sainte-Catherine                                  | Chemin de la Côte-Sainte-Catherine indiqué en direction nord seulement |
| Montréal                                                        | Montréal                     | 68,32       | 69                                                                                           | Rue Jean-Talon / Rue de la Savane / Avenue Van Horne / Chemin de la Côte-Sainte-Catherine                             | Avenue Van Horne et Chemin de la Côte-Sainte-Catherine indiqués en direction sud seulement; Rue de la Savane indiqué en direction nord seulement                                                  |
| Montréal                                                        | Montréal                     | 70,50       | 70                                                                                           | A-40 ouest (Autoroute Félix-Leclerc) vers A-520 – Aéroport P.E. Trudeau, Gatineau, Ottawa                             | Terminus sud du multiplex avec l'A-40; sortie 66 de l'A-40; échangeur Décarie |
| Montréal                                                        | Montréal                     | 70,50       | 66                                                                                           | R-117 nord (Boulevard Marcel-Laurin) / Boulevard Décarie                                                              | Sortie direction nord, entrée direction sud |
| Montréal                                                        | Montréal                     | 70,50       | Terminus nord de l'Autoroute Décarie                                                         | | |
| Montréal                                                        | Montréal                     | 71,35       | 68                                                                                           | Rue Stinson / Chemin Rockland / Boulevard de l'Acadie                                                                 | Sortie direction nord, entrée direction sud |
| Montréal                                                        | Montréal                     | 73,00       | 70                                                                                           | A-40 est (Autoroute Métropolitaine) vers R-335 (Rue Saint-Denis) / Boulevard Saint-Laurent – Québec                   | Terminus nord du multiplex avec l'A-40 |
| Montréal                                                        | Montréal                     | 73,00       | 1                                                                                            | R-117 nord (Boulevard Marcel-Laurin) / Chemin Rockland / Boulevard de l'Acadie                                        | Sortie direction sud seulement |
| Montréal                                                        | Montréal                     | 73,00       | Terminus sud de la désignation d'Autoroute transcanadienne et de l'Autoroute des Laurentides | | |
| Montréal                                                        | Montréal                     | 74,25       | 2                                                                                            | Boulevard de la Côte-Vertu / Boulevard Lebeau                                                                         | Sortie direction sud, entrée direction nord |
| Montréal                                                        | Montréal                     | 74,25       | 2                                                                                            | Rue Sauvé / Boulevard Henri-Bourassa / Boulevard de l'Acadie                                                          | Sortie et entrée en direction nord |
| Montréal                                                        | Montréal                     | 75,73       | 3                                                                                            | Boulevard Henri-Bourassa                                                                                              | Sortie direction nord via sortie 2 |
| Montréal                                                        | Montréal                     | 77,22       | 4                                                                                            | Rue de Salaberry | Pas d'entrée en direction sud; indiqué sortie 4E (est) et 4O (ouest) en direction sud |
| Rivière des Prairies                                            | Rivière des Prairies         | 78,02       | Pont Médéric-Martin                                                                          | Pont Médéric-Martin                                                                                                   | Pont Médéric-Martin |
| Laval                                                           | Laval                        | 79,05       | 7                                                                                            | Boulevard Cartier / Boulevard de la Concorde / Boulevard Notre-Dame                                                   | |
| Laval                                                           | Laval                        | 80,19       | 8                                                                                            | Boulevard Saint-Martin                                                                                                | Sortie direction sud via sortie 10 |
| Laval                                                           | Laval                        | 81,93       | 10                                                                                           | A-440 (Autoroute Jean-Noël-Lavoie) / Boulevard Le Carrefour / Boulevard Saint-Martin – Québec                         | |
| Laval                                                           | Laval                        | 86,41       | 14                                                                                           | R-117 (Boulevard Curé-Labelle) / Boulevard Dagenais ouest                                                             | Indiqué sortie 14N (nord) et 14S (sud) en direction sud |
| Laval                                                           | Laval                        | 88,47       | 16                                                                                           | Boulevard Sainte-Rose / Avenue de la Renaissance                                                                      | |
| Rivière des Mille Îles                                          | Rivière des Mille Îles       | 89,64       | Pont Gédéon-Ouimet                                                                           | Pont Gédéon-Ouimet | Pont Gédéon-Ouimet |
| Thérèse-De Blainville                                           | Boisbriand                   | 91,26       | 19                                                                                           | R-344 – Boisbriand, Rosemère                                                                                          | |
| Thérèse-De Blainville                                           | Boisbriand– Sainte-Thérèse   | 92,81       | 20                                                                                           | A-640 vers A-13 – Repentigny, Québec, Boisbriand, Saint-Eustache, Sainte-Thérèse, Aéroport P.E. Trudeau               | A-13, Québec et Aéroport P.E. Trudeau indiqués en direction sud seulement; indiqué sortie 20E (est) et 20O (ouest); sortie 20 de l'A-640                                                          |
| Thérèse-De Blainville                                           | Boisbriand– Sainte-Thérèse   | 95,66       | 23                                                                                           | Rue Saint-Charles – Mirabel, Sainte-Thérèse (Centre-ville)                                                            | |
| Thérèse-De Blainville                                           | Blainville                   | 97,75       | 25                                                                                           | Boulevard de la Seigneurie – Blainville                                                                               | |
| Thérèse-De Blainville                                           | Blainville–Mirabel           | 101,20      | 28                                                                                           | Boulevard Michèle-Bohec / Chemin Notre-Dame – Mirabel, Blainville                                                     | |
| Mirabel                                                         | Mirabel                      | 103,31      | 31                                                                                           | Rue Charles / Montée Sainte-Marianne                                                                                  | |
| Mirabel                                                         | Mirabel                      | 107,42      | 35                                                                                           | A-50 vers R-117 (Boulevard Mirabel) – Gatineau, Lachute, Aéroport Mirabel                                             | Sortie 292 de l'A-50 |
| Mirabel                                                         | Mirabel                      | 111,58      | 39                                                                                           | R-158 / Route Sir-Wilfrid-Laurier – Mirabel (Saint-Canut), Sainte-Sophie                                              | |
| La Rivière-du-Nord                                              | Saint-Jérôme                 | 113,54      | 41                                                                                           | Boulevard du Grand-Héron                                                                                              | |
| La Rivière-du-Nord                                              | Saint-Jérôme                 | 115,67      | 43                                                                                           | Rue De Martigny Ouest – Saint-Jérôme (Centre-ville), Saint-Colomban, Mille-Isles                                      | Indiqué sortie 43E (est) et 43O (ouest) |
| La Rivière-du-Nord                                              | Saint-Jérôme                 | 117,50      | 45                                                                                           | R-117 / R-333 / Boulevard de La Salette – Prévost, Saint-Hippolyte                                                    | Prévost et Saint-Hippolyte indiqués en direction nord seulement |
| La Rivière-du-Nord                                              | Saint-Jérôme                 | 123,91      | 51                                                                                           | Aire de service de la porte-du-Nord                                                                                   | |
| Les Pays-d'en-Haut                                              | Prévost                      | 126,95      | 55                                                                                           | Prévost | Sortie direction nord, entrée direction sud |
| Les Pays-d'en-Haut                                              | Sainte-Anne-des-Lacs         | 129,22      | 57                                                                                           | R-117 – Sainte-Anne-des-Lacs                                                                                          | Pas de sortie en direction sud |
| Les Pays-d'en-Haut                                              | Sainte-Anne-des-Lacs         | 130,53      | 58                                                                                           | Chemin Avila – Piedmont                                                                                               | Sortie direction nord, entrée direction sud |
| Les Pays-d'en-Haut                                              | Saint-Sauveur                | 133,09      | 60                                                                                           | R-364 – Saint-Sauveur, Morin-Heights, Piedmont, Saint-Adolphe-d'Howard                                                | Piedmont indiqué en direction sud seulement, Saint-Adolphe-d'Howard indiqué en direction nord seulement                                                                                           |
| Les Pays-d'en-Haut                                              | Sainte-Adèle                 | 136,67      | 64                                                                                           | Chemin du Mont-Gabriel                                                                                                | |
| Les Pays-d'en-Haut                                              | Sainte-Adèle                 | 138,40      | 67                                                                                           | R-117 – Sainte-Adèle (Centre-ville)                                                                                   | Sortie direction nord, entrée direction sud |
| Les Pays-d'en-Haut                                              | Sainte-Adèle                 | 141,61      | 69                                                                                           | R-370 (Chemin Pierre-Péladeau) – Sainte-Adèle, Sainte-Marguerite-du-Lac-Masson, Estérel                               | Sainte-Adèle indiqué en direction sud seulement; Chemin Pierre-Péladeau indiqué en direction nord seulement                                                                                       |
| Les Pays-d'en-Haut                                              | Sainte-Adèle                 | 144,45      | 72                                                                                           | Chemin du Mont-Sauvage / Montée à Séraphin – Sainte-Adèle                                                             | Sortie direction nord, entrée direction sud |
| Les Laurentides                                                 | Val-Morin                    | 148,12      | 76                                                                                           | R-117 – Val-Morin, Val-David                                                                                          | Sortie direction nord, entrée direction sud |
| Les Laurentides                                                 | Val-David                    | 152,27      | 80                                                                                           | Val-David, 7e Rang | Sortie direction nord, entrée direction sud |
| Les Laurentides                                                 | Sainte-Agathe-des-Monts      | 155,65      | 83                                                                                           | R-329 sud / Montée Alouette – Saint-Adolphe-d'Howard                                                                  | Sortie direction nord, entrée direction sud |
| Les Laurentides                                                 | Sainte-Agathe-des-Monts      | 158,55      | 86                                                                                           | R-117 – Sainte-Agathe-des-Monts (Centre-ville)                                                                        | |
| Les Laurentides                                                 | Sainte-Agathe-des-Monts      | 160,17      | 88                                                                                           | Rue Demontigny | Sortie direction nord, entrée direction sud |
| Les Laurentides                                                 | Sainte-Agathe-des-Monts      | 161,93      | 89                                                                                           | R-117 sud (Boulevard Morin) / R-329 – Saint-Donat                                                                     | |
| Les Laurentides                                                 | Sainte-Agathe-des-Monts      | 162,98      | —                                                                                            | R-117 nord (Route transcanadienne) – Mont-Tremblant                                                                   | La Route transcanadienne transfère sur la R-117 nord |
| - Terminus de multiplex - Accès incomplet - Transition de route |                              |             |                                                                                              | | |

## Catastrophes

### Inondations

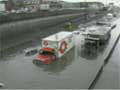
Inondation de l'autoroute Décarie en 1987

En raison de sa construction en tranchée, l'autoroute Décarie bénéficie d'un excellent système de drainage. Lorsqu'il pleut, le système de drainage doit évacuer l'eau qui tombe sur la chaussée de l'autoroute, et celle provenant des rues avoisinantes via les rampes d'entrée et de sortie. Lors de pluies torrentielles sous orages, il est arrivé que le système de drainage ne suffise pas à la tâche, créant ainsi des inondations.
Le 14 juillet 1987, après plusieurs journées decanicule, d'importants orages s'abattent sur la ville de Montréal, déversant plus de 100 mm de pluie en moins de deux heures dans le Déluge de Montréal. En 30 minutes, l'autoroute Décarie se transforma en canal, l'eau atteignant 3,6 m de profondeur. Des centaines d'automobilistes furent pris dans les flots et durent être évacués par les services d'urgence. Un automobiliste de 80 ans se noya et une autre personne est morte électrocutée,,.

### Effondrement
Le 18 juin 2000, le nouveau viaduc du boulevard du Souvenir, alors en pleine construction, s'effondra sur la chaussée de l'autoroute des Laurentides. Cet affaissement de 16 poutres de 70 tonnes chacune tua une personne en blessant gravement deux autres. L'autoroute fut fermée pendant plusieurs jours pour permettre de ramasser les débris et de démanteler le reste du viaduc,,. Un accident similaire se produisit le 20 septembre 2006, également à Laval, alors qu'une section du viaduc de la Concorde s'effondra sur l'autoroute 19.
La compagnie qui était chargée de la reconstruction, Beaver Asphalte, éprouvait des difficultés financières, sa société mère, le Groupe Devesco, s'était placée sous la Loi sur la protection de la faillite le 23 février 2000. Pour cette raison, Beaver Asphalte était sans licence de construction depuis 4 mois. La firme d'ingénierie Dessau surveillait le chantier.
À la suite des enquêtes des experts, il fut déterminé que la structure du viaduc était vulnérable. Les poutres du viaduc n'étaient pas convenablement supportées rendant ainsi le tablier instable. Les vibrations causées par les automobiles, le vent et les changements de température ont probablement suffi à déclencher l'effondrement. Le système d'attache des poutres était également incomplet. De plus, les appuis temporaires des poutres ont été enlevés prématurément, car le maître-œuvre des travaux n'aurait pas informé les travailleurs de leur importance,.

### Carambolage
Le 19 février 2020, d’importantes poudreries entraînent un carambolage à La Prairie, causant la mort de 2 automobilistes. Plus de 200 véhicules sont impliqués et une soixantaine de personnes sont blessées.

## Équipements

### Radar photos
En mai 2009, dans le cadre d'un projet pilote, le ministère des Transports du Québec installa 15 radars photo à la grandeur du Québec, dont un sur l'autoroute 15 en direction sud, 300 mètres avant la sortie Atwater (61). C'est le radar photo le plus actif de la province, plus de 26 000 excès de vitesse y ont été enregistrés entre août 2009 et mai 2010, soit près de 50 % des constats d'infraction émis grâce à un des six radars photo fixes surveillant la vitesse des automobilistes. Ceci s'explique par le fait que la limite de vitesse dans cette zone est de 70 km/h, ce qui est faible pour une autoroute.

### Contrôle routier
En 2006, le ministère des Transports, la Société de l'assurance automobile du Québec (SAAQ) et le gouvernement de Canada construisirent un nouveau poste de contrôle des véhicules lourds à Lacolle. Celui-ci est muni de systèmes de transport intelligent (STI) incluant un système de détection des véhicules, un système de pesée dynamique des véhicules lourds à même la chaussée de l'autoroute et un système automatisé d'identification de véhicules lourds. Le tout est intégré au système informatique de la SAAQ, permettant de pré-sélectionner les véhicules devant se présenter au poste de contrôle.

### Coordonnées
Pour l'ensemble des points mentionnés sur cette page : voir sur OpenStreetMap (aide), Bing Cartes (aide) ou télécharger au format KML (aide).